# Марциал Лиможский
Марциал Лиможский (фр. Martial de Limoges) или святой Марциал (фр. saint Martial) (III век) — первый епископ Лиможской епархии. Также он известен как апостол галлов или апостол Аквитании. 
Являясь основоположником христианства в Аквитании, Марциал также считается святым покровителем множества городов, деревень и католических религиозных общин, названных в его честь. Самым знаменитым считается аббатство святого Марциала в Лиможе (сейчас не существует). День чествования святого — 30 июня.
В 994 году горожане Лиможа возносили молитвы святому Марциалу в ходе остенсивных шествий по поводу эпидемии эрготизма и впоследствии, по высказываниям хрониста и монаха Адемара Шабанского, Марциал был удостоен апостольского статуса решениями синода в Лиможе в 1029 и 1031 годах. Папа римский Иоанн XIX причислил святого Марциала к лику апостолов, что послужило причиной резкого роста числа зажиточных паломников, направлявшихся в аббатство святого Марциала в Лиможе. В литургических службах в церквях Лимузена его почитали апостолом. В XVII веке была подтверждена концепция апостольства Марциала, разработанная и защищённая Адемаром Шабанским, принятая Священной Конгрегацией обрядов и конфирмованной 18 мая 1845 года папой Пием IX.
Католическая церковь отказалась от теории его апостольства в начале XX века, поскольку была доказана подложность бумаг Адемара Шабанского. Тем не менее, поклонение святому Марциалу осталось широко распространённым в Лимузене.

## Исторические и археологические следы
Достоверно известно, что в эпоху консулов Деция Траяна и Веттия Грата (250—251 года) папа римский Фабиан направил семь епископов из Рима в Галлию проповедовать Евангелие: Гатиан был направлен в Тур, Трофим в Арль, Павел в Нарбонну, Сатурнин в Тулузу, Дионисий в Париж, Австремоний в Клермон и Марциал в Лимож.
Самые старые письменные свидетельства, в которых упоминается Марциал Лиможский, датируются началом периода Средневековья. Сидоний Аполлинарий, бывший епископом Клермона в V веке, утверждал, что Августоритум (современный Лимож) встретил Марциала как епископа; знаменитый Григорий Турский упоминает Марциала в своей Historia Francorum (Истории франков).
Известно, что Марциал, первый епископ, был погребён на кладбище за стенами римского поселения, располагавшемся вблизи от Агриппиевой дороги. В 1960-х годах в Лиможе были предприняты археологические раскопки на месте старинного аббатства святого Марциала, по случаю сооружения подземной парковки на площади place de la République.
В остатках крипты была обнаружена могила, приписываемая святому, а также мозаика эпохи Поздней империи, свидетельствующая о значимости погребённого персонажа.

## Почитание

Герб города Лиможа

На могиле Марциала Лиможского в начале периода Средневековья было построено аббатство, которое считалось промежуточной точкой на паломнической дороге Святого Иакова. Романская церковь аббатства, посвящённая Спасителю, считалась одной из самых красивых церквей юга Франции. Обширная библиотека монахов (вторая после библиотеки Клюни), большей частью сохранённая в Национальной библиотеке Франции, содержит манускрипты с миниатюрами, являющиеся памятниками древнеримского искусства. В аббатстве также работал скрипторий. Созданные в аббатстве эмалевые предметы имели широкую известность в странах Западного христианства. Поклонение святому Марциалу продолжается и в наше время; самым ярким свидетельством такого культа являются лимузенские остенсивные шествия во время Праздника чествования святых, который проходит в Лиможе раз в семь лет. Следующий праздник будет устроен в 2016 году.
Святому Марциалу посвящён ряд католических храмов во Франции, например церковь в Ангулеме. Изображение и инициалы святого Марциала присутствуют на гербе Лиможа.

## Апостольство Марциала

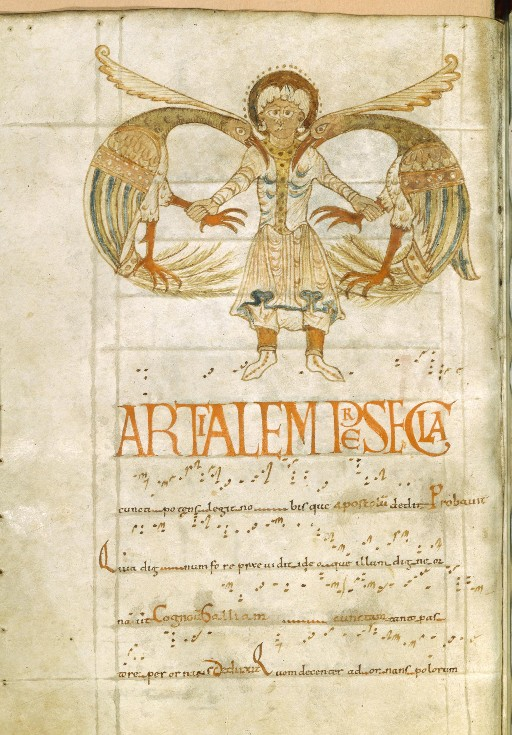
Сен-марсьяльский тропарий, XI в.; Марциал Лиможский сражается с двумя сказочными птицами

Наиболее полно разработанной агиографией Марциала Лиможского являлась Vita prolixior, составленная Адемаром Шабанским, монахом аббатства святого Марциала.
Данное жизнеописание святого Марциала было составлено для продвижения и защиты тезиса об апостольском статусе Марциала. Так, Адемар Шабанский пишет: «Марциал жительствовал во времена Иисуса, за которым он и его семья следовали с младых лет. Крещение он принял в водах Иордана... / ... «Иисус привёл маленького Марциала в пример, сказав: “…если не обратитесь и не будете как этот ребёнок, не войдете в Царство Небесное” (Матфей XVIII, 3). Марциал был тем маленьким мальчиком, который принёс рыбу в библейской сцене насыщения народа пятью хлебами в пустыне.»
С той же самой целью Адемар Шабанский описывал многие чудеса Марциала.
«Он следовал за Христом до Иерусалима, где он прислуживал на Тайной вечере. До этого Иисус попросил святого Петра отправить Марциала в Галлию. Вместе с двумя спутниками, Альпинием и Австриклинием, Марциал с посохом святого Петра в руке, отправился проповедовать христианство народу племени лемовисов. В дороге Австриклиний умер — неизвестно от чего — и Марциал коснулся его посохом, после чего тот воскрес. Марциал вошёл в лимузенские земли через селение Ту, где он исцелил дочь Арнульфуса и юного сына Нерва, который страдал от удушений; население обратилось в христианство, видя эти чудеса.»
Далее, согласно Адемару, Марциал следовал в Августоритум (современный Лимож), верша чудеса. Прибыв в столицу лемовисов Марциал исцелил сумасшедшего в присутствии своей хозяйки Сюзанны и её дочери Валерии. Однако два языческих жреца, Андре и Аврелий, взяли под стражу трёх его спутников; обоих галло-римлян поразило ударом молнии. Марциал воскресил их, после чего оба язычника признали свои грехи. После чуда с Валерией, Марциал воскресил Хильдеберта, сына графа Пуатье, утонувшего в реке Вьенне. Затем трое проповедников отправились обращать в христианство оставшуюся часть Аквитании, прибыли в Бордо, где Марциал исцелил парализованного Сигеберта, графа города. В эти дни в Бордо случился пожар, но Марциал при помощи своего посоха потушил пламя. Затем он отправился в Пуатье, где ему явился Иисус, сообщив о мученической смерти святого Петра и святого Павла; спустя некоторое время было ещё одно явление, сообщившее ему о скорой смерти. Марциал вернулся в Лимож и выбрал своим преемником Аврелиана, бывшего ранее языческим жрецом; проповедник умер во время мессы, где многочисленные верующие увидели как душа апостола возносится на небо. Первый епископ Лиможа был погребён за пределами города; по пути шествия погребальной процессии был исцелён паралитик, и он стал первым из длинной вереницы страждущих, получивших исцеление у гробницы святого Марциала.

## Святой Марциал как покровитель галлов
Адемар Шабанский (989—1034), желая возвеличить евангелистические труды Марциала и, в то же время, повысить авторитет аббатства, посвященного этому святому, в ходе двух синодов в Лиможе и в Бурже, предъявил данные для признания апостольского статуса Марциала Лиможского. В XX веке будет доказан факт подделки таких документов.
Эти старания были возобновлены в XVII веке отцом Бонавентюром де Сен-Амаблем (ок. 1610—1691), труды которого легли в основу множества биографий святого Марциала и святой Валерии, изданных в XIX веке.
Эти работы позволили закончить дискуссию об апостольстве святого Марциала, с чем согласился папа в 1850 году.
Полное разоблачение подложных документов Адемара, в том числе вымышленных церковных синодов и письма папы, состоялось в 1920-х годах, но апостольство Марциала защищалось консервативными католическими кругами ещё на протяжении нескольких поколений.

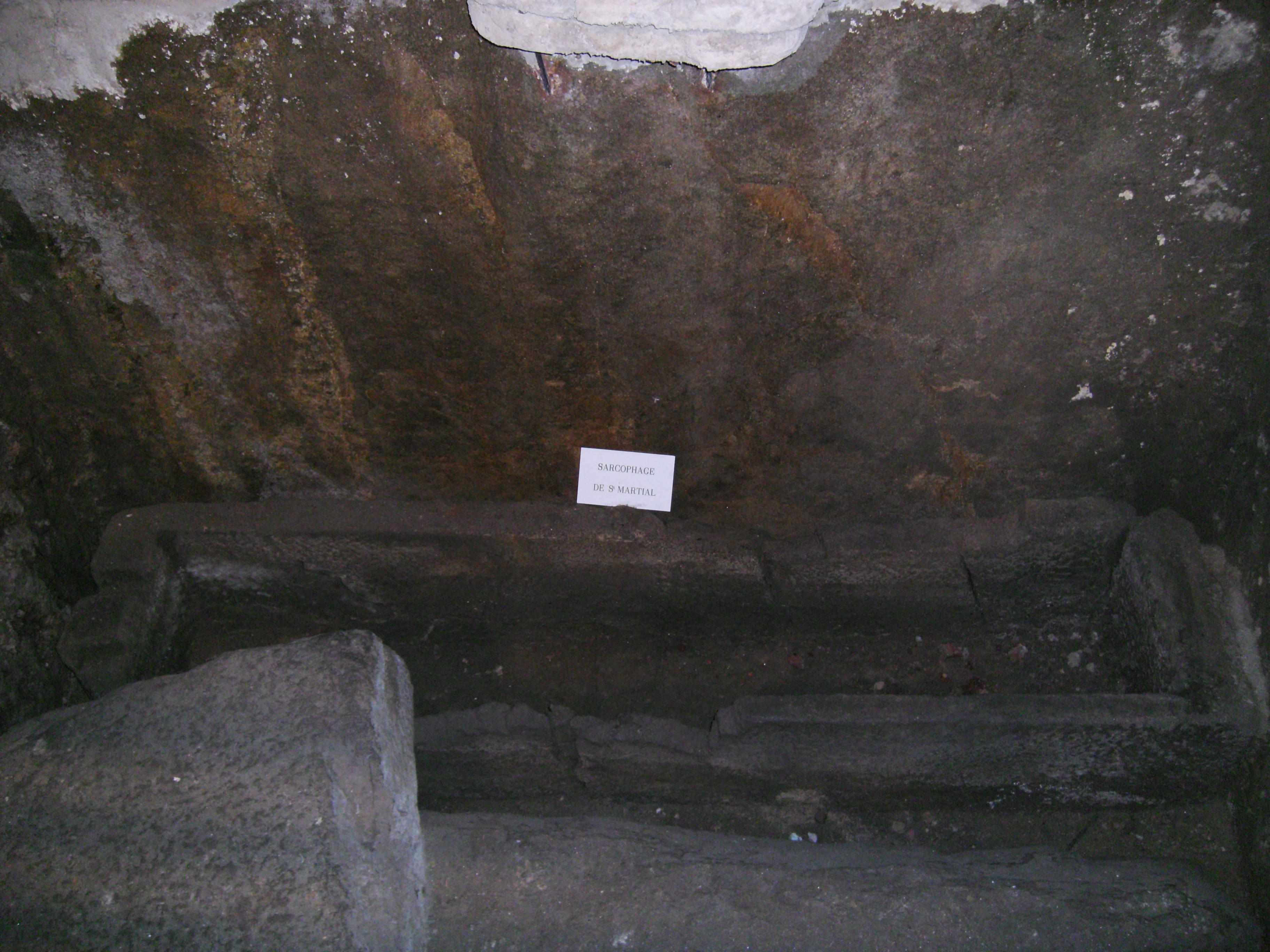
Саркофаг Марциала в крипте под площадью Place de la République, Лимож
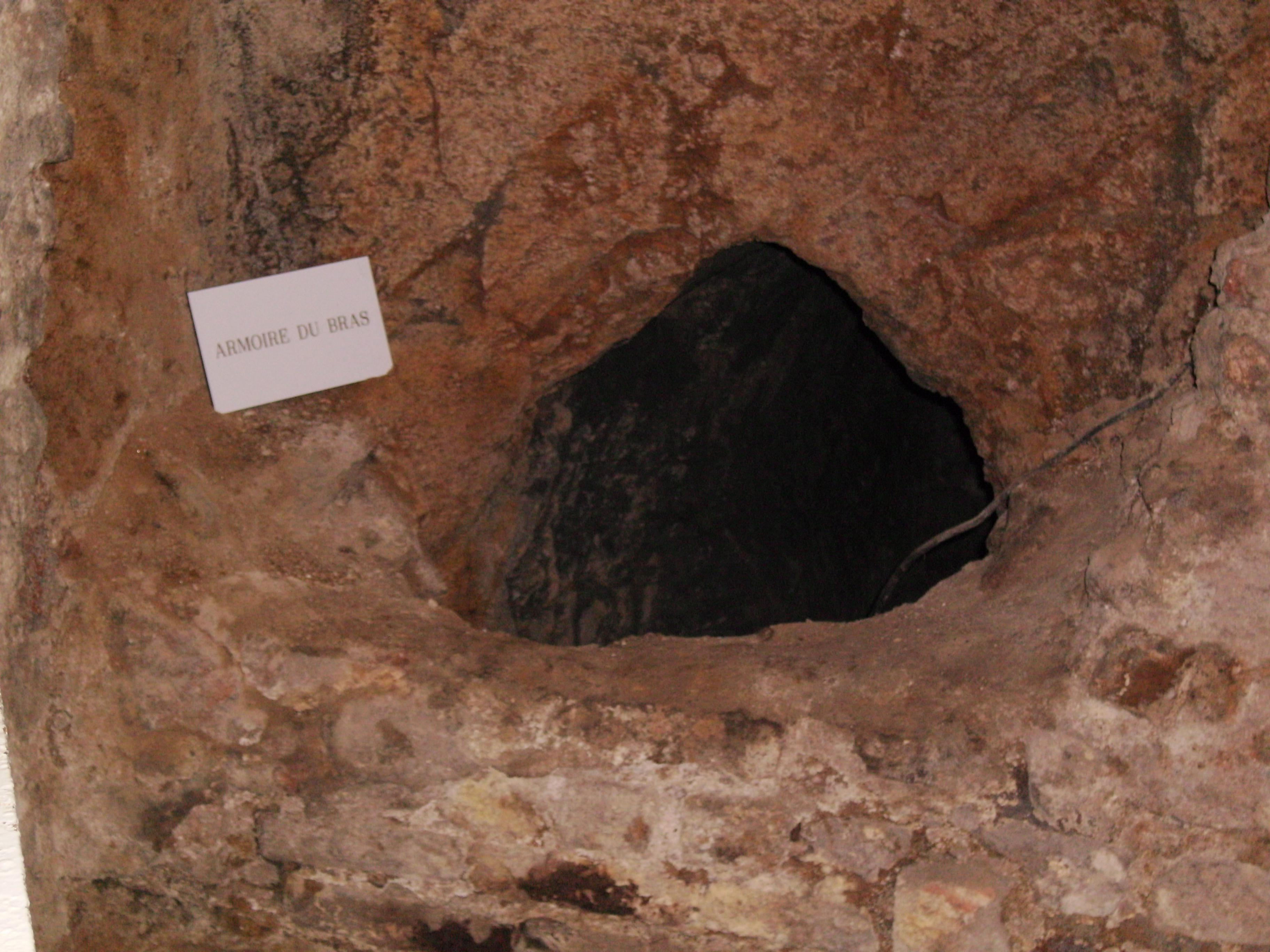
Полка в стене, где стоял средневековый ковчежец с рукой Марциала.
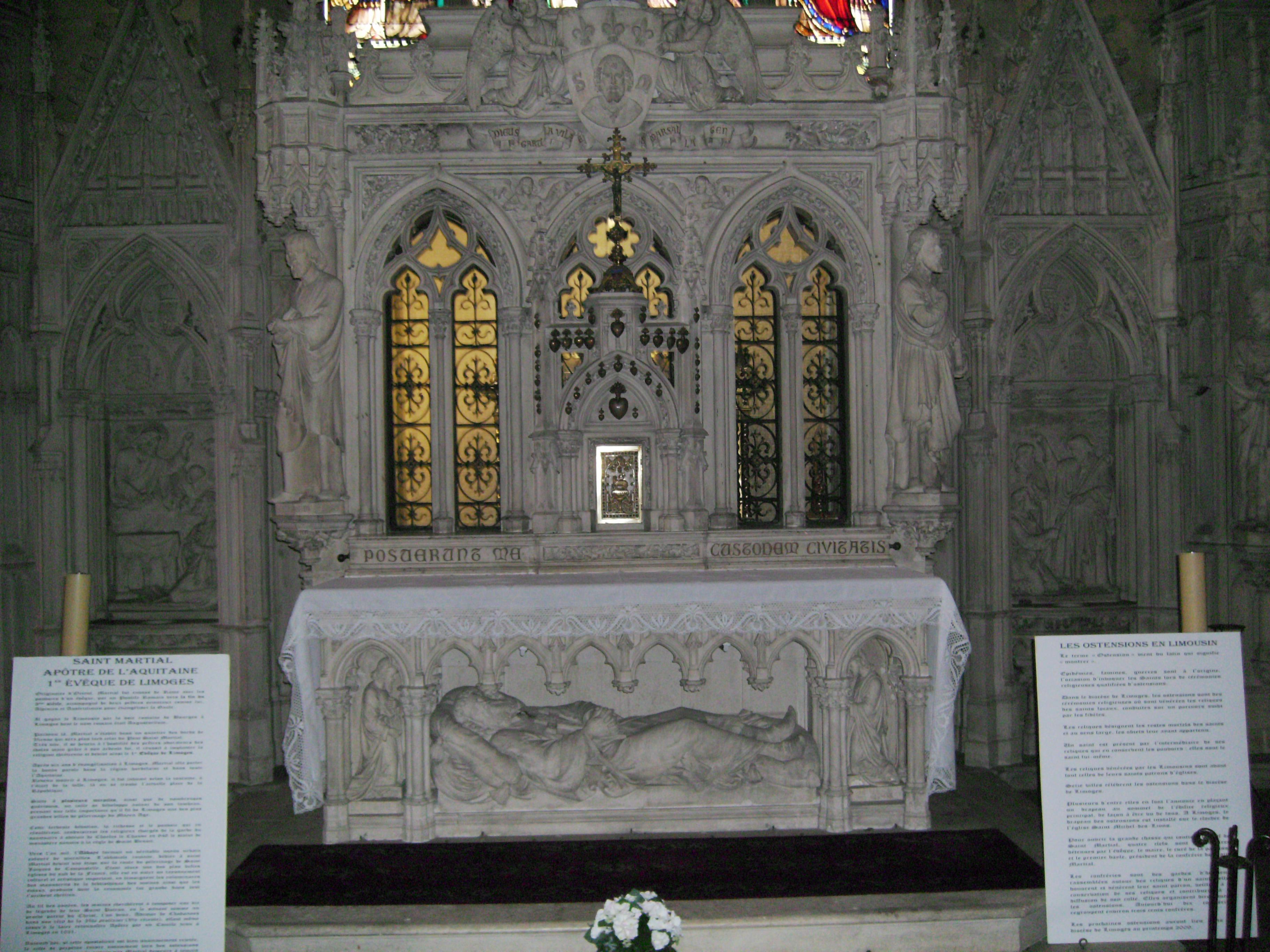
Усыпальница святого Марциала в лиможской церкви Сен-Мишель-де-Льон, где с момента закрытия аббатства хранятся мощи святого.